# Raymond Verdaguer
Raymond Verdaguer (* 12. Dezember 1947 in den französischen Pyrenäen) ist katalanischer Abstammung und ein kanadischer Künstler und Illustrator.
Raymond Verdaguer ist Wahl-Kanadier und lebt in New York. Seit 1976 tritt er mit Kupferstichen sowie Holz- und Linolschnitten an die Öffentlichkeit. Seine Arbeiten erscheinen in Zeitungen und Zeitschriften wie The New York Times, Harper’s Magazine, Wall Street Journal, San Francisco Magazine, Libération, International Herald Tribune, Le Point, Le Monde diplomatique, Iablis. Als Buchillustrator arbeitet Raymond Verdaguer für eine Reihe bedeutender Verlage in den USA und Europa (Hachette Livre, Random House, Viking Penguin u. a.)
Verdaguer bevorzugt einfache Umrisse und starke dynamische Kontraste. Er behandelt meist politisch-ethische Themen. Seine Illustrationen zeigen desillusionierte und leidende Menschen in einer zerstörten Umwelt, bedrängt durch eine monströse Technik und dubiose Interessen. Dabei nimmt er eine anthropologische Perspektive ein: der jetzt und hier leidende Mensch ist der leidende Mensch aller Zeiten und Räume.

## Ausstellungen (Auswahl)
- The Society of Illustrators Museum of American Illustrations, New York City, 2005, 2004, 2000, 1999.
- The Aronson Galleries at Parsons School of Design, Society of Publication Designers, New York City, 2004.
- Salon Manganese, Vaureal, France, 1998.
- Marvin Gallery, New York City, 1998.
- Burnaby Gallery, Vancouver, Canada, 1997.
- Cité Internationale des Arts Paris 1985.
- Institut Francais de Zagreb, Croatia, 1983.
- Hasting Studio, Vancouver, Canada 1981.
- Madrona Exposition Center Malaspina College, Nanaimo, Canada, 1980.
- de Voogh Galleries, Vancouver, Canada, 1980, 1979, 1978.
- Book Festival - Salon du Livre Vancouver, Canada, 1979.
- Salon des Arts et Métiers, Mairie de Paris, 1978.
- Galerie Arago, Perpignan, France, 1977.

## Preise, Auszeichnungen
Für seine Arbeiten erhielt Verdaguer zahlreiche Preise und andere Auszeichnungen. Darunter sind auch:
- Certificate of Merit, The Society of Illustrators Museum of American Illustrations, USA, 2005, 2004, 2000, 1999.
- The Society of Publication Designers Illustration Competition, USA, 2004.
- Certificate of Design Excellence, Prints Magazine, USA, 2000.
- Citation Typographic Excellence, Type Directors Club, USA, 1999.
- 1er Prix de Gravure (1st Prize Engraving), Salon Manganese, France, 1998.
- Cité Internationale des Arts Norvins, Paris. Artiste en Residence, France, 1985.